# Mañana Será Bonito
Mañana Será Bonito (estilizado em letras maiúsculas) é o quarto álbum de estúdio da cantora colombiana Karol G. Foi lançado em 24 de fevereiro de 2023, pela Universal Music Latino. Composto por dezessete faixas, o álbum é principalmente um disco de reggaeton e pop latino e conta com participações especiais de Romeo Santos, Quevedo, Shakira, Justin Quiles, Ángel Dior, Maldy, Bad Gyal, Sean Paul, Sech, Ovy on The Drums e Carla Morrison.
Mañana Será Bonito foi acompanhada por sete singles: "Provenza", "Gatúbela" com Maldy, "Cairo" com Ovy on The Drums, "X Si Volvemos" com Romeo Santos, "TQG" com Shakira, "Mientras Me Curo del Cora" e "Amargura". O álbum foi um sucesso comercial e de crítica e se tornou o primeiro álbum totalmente em espanhol de uma mulher a alcançar o número um na Billboard 200 nos Estados Unidos, ganhando 94.000 unidades equivalentes ao álbum em sua primeira semana. Um mixtape complementar ao álbum intitulado Mañana Será Bonito (Bichota Season) foi lançada em 11 de agosto de 2023.
Mañana Será Bonito recebeu o Grammy de Melhor Álbum de Música Urbana na 66ª edição do Grammy Awards, tornando-se o primeiro Grammy de Karol G. O álbum e suas canções também receberam sete indicações no 24º edição do Grammy Latino, ganhando três prêmios, incluindo Álbum do Ano e Melhor Álbum de Música Urbana.

## Antecedentes
Após o lançamento de seu terceiro álbum de estúdio em 2021, KG0516, Karol G começou a lançar músicas colaborativas com outros artistas e singles independentes, como "Don't Be Shy" de Tiësto, sua própria canção "Sejodioto" e "Mamiii" de Becky G. entre outros.
Em 19 de abril de 2022, Karol G anunciou o lançamento de “Provenza” por meio de suas contas nas redes sociais. A música foi lançada em 21 de abril de 2022, como primeiro single do álbum. Em 6 de setembro de 2022, Karol G embarcou na Strip Love Tour. "Gatúbela", colaboração com Maldy foi lançada em 25 de agosto de 2022, como single seguinte. Em 13 de novembro de 2022, foi lançado "Cairo" com o produtor de longa data Ovy on the Drums. No dia 25 de janeiro de 2023, Giraldo anunciou e revelou o título do álbum, Mañana Será Bonito, em vídeo compartilhado em suas redes sociais. "X Si Volvemos" com Romeo Santos foi lançado em 2 de fevereiro de 2023.
No dia 10 de fevereiro de 2023, Giraldo revelou a capa do álbum e revelou a track list, com participações especiais de Quevedo, Justin Quiles, Ángel Dior, Bad Gyal, Sean Paul, Sech e Carla Morrison. No dia 14 de fevereiro, Karol G revelou ao The New York Times que a cantora colombiana Shakira participou da faixa 6, "TQG". A música foi lançada como o quinto single junto com o lançamento do álbum. Mañana Será Bonito foi lançado oficialmente em 24 de fevereiro de 2023.

## Conceito
Em entrevista à Rolling Stone, Karol G revelou o conceito do título, afirmando: “Isso definitivamente representa uma fase específica da minha vida. O nome do álbum é uma frase que eu repetia para mim mesma quando nada parecia ótimo. estava passando pelo melhor momento da minha carreira, mas pessoalmente estava muito desconectada de mim mesma e dos meus amigos. Não estava infeliz, mas também não estava feliz. Então, todos os dias eu dizia para mim mesma: 'Está tudo bem, mañana será bonito, amanhã será lindo".
Em uma entrevista posterior ao The New York Times, ela descreveu o álbum como "mais Carolina do que Karol G", e acrescentou: “No momento, percebo que os artistas estão se esforçando muito para encontrar um conceito, para serem muito experimentais, adoro isso. Eu realmente não queria que as pessoas achassem que era muito simples ou normal".

## Lançamento e promoção
O álbum foi lançado em 24 de fevereiro de 2023, pela Universal Music Latino. Foi lançado em CD, vinil, download digital e streaming. No dia 24 de abril de 2022, Karol G se apresentou no Coachella Valley Music and Arts Festival, onde "Provenza" foi apresentada pela primeira vez. No dia 7 de setembro de 2022, Karol G embarcou na Strip Love Tour, onde foram apresentadas "Provenza" e "Gatúbela". Na 23ª edição do Grammy Latino, realizada no dia 17 de novembro de 2022, Karol G fez um medley de "Provenza", "Gatúbela" e "Cairo", apresentação de estreia desta última. Em 19 de fevereiro de 2023, Karol G foi a atração principal do Festival Internacional da Canção de Viña Del Mar. Foram apresentadas "Provenza", "Gatúbela", "X Si Volvemos" e uma pequena prévia de "Mientras Me Curo del Cora".
No dia 10 de março de 2023, Karol G cantou pela primeira vez diversas músicas em Porto Rico para um show de três dias de Mañana Será Bonito, incluindo os singles "TQG" e "Amargura", entre outros. No dia 15 de abril de 2023, Karol G foi convidada musical do Saturday Night Live, onde foram apresentadas "Mientras Me Curo del Cora" e "Tus Gafitas". No dia 10 de julho de 2023, no programa Today, foram apresentadas "Amargura", "TQG", "Mientras Me Curo del Cora" e "Tus Gafitas".

### Singles
- "Provenza" foi lançado em 21 de abril de 2022, como o primeiro single do álbum. A canção foi um sucesso comercial, tornando-se a música em espanhol de maior pico de uma solista feminina na parada Billboard Hot 100 dos EUA, no número 25. A música também alcançou o primeiro lugar na Billboard Hot Latin Songs dos EUA. Foi indicado para Gravação do Ano e Canção do Ano no 23.º Grammy Latino.
- "Gatúbela" com o rapper porto-riquenho Maldy foi lançado em 25 de agosto de 2022, como segundo single do álbum. A música foi descrita como "um reggaeton contagiante da velha escola misturado com intensas batidas perreo". Alcançou o top quarenta da parada Billboard Hot 100, na posição 37. Também alcançou o top cinco na Billboard Hot Latin Songs, ficando na quarta posição.
- "Cairo" com o produtor de longa data Ovy on the Drums foi lançado em 13 de novembro de 2022, como o terceiro single do álbum. A música alcançou o top quinze da Billboard Hot Latin Songs. Foi premiado com a certificação platina tripla nos Estados Unidos.
- "X Si Volvemos" com o cantor americano Romeo Santos foi lançado em 2 de fevereiro de 2023, como o quarto single do álbum. Alcançou o top sessenta da parada Billboard Hot 100, na posição 56. Também alcançou a quinta posição na Billboard Hot Latin Songs.
- "TQG" com a cantora colombiana Shakira foi lançado junto com o lançamento do álbum em 24 de fevereiro de 2023. Tornou-se o primeiro single número um de Karol G na Billboard Global 200. Também estreou em sétimo lugar na Billboard Hot 100 dos EUA, tornando-se o primeiro single da cantora entre os dez primeiros.
- "Mientras Me Curo del Cora" foi lançado como o sexto single em 7 de março de 2023. Alcançou o top setenta da parada Billboard Hot 100, na posição 68 e alcançou a oitava posição na Billboard Hot Latin Songs.
- "Amargura" foi lançado como o sétimo e último single em 19 de maio de 2023. Entrou na parada Billboard Hot 100 e alcançou a posição vinte na Billboard Hot Latin Songs.

### Turnê
No dia 10 de agosto de 2023, Karol G embarcou na turnê Mañana Será Bonito, divulgando este e seu álbum companheiro, Mañana Será Bonito (Bichota Season). Várias músicas do álbum foram executadas, entre outras de álbuns anteriores. A turnê por estádios está programada para durar até 9 de maio de 2024.

## Recepção crítica
| Críticas profissionais | Críticas profissionais |
| Pontuações agregadas   | Pontuações agregadas   |
| Fonte                  | Avaliação              |
| ---------------------- | ---------------------- |
| Metacritic             | 87/100                 |
| Avaliações da crítica  |                        |
| Fonte                  | Avaliação              |
| AllMusic               | [ 13 ]                 |
| The Guardian           | [ 14 ]                 |
| Rolling Stone          | [ 15 ]                 |
| Spin                   | [ 16 ]                 |

Mañana Será Bonito foi aclamado pela crítica após o lançamento. A capacidade da cantora de se conectar com o ouvinte foi elogiada diversas vezes. A Rolling Stone declarou: "A voz de Karol é aberta e calorosa, abençoada com uma pureza descontraída que é rara no estridente campo urbano. (Como) qualquer diva global que se preze, Karol cria a ilusão inconstante de que ela está se dirigindo a você, o ouvinte, diretamente – seja evocando um desejo não realizado por um amante passado ou compilando uma lista de futuras delícias eróticas". The Guardian expandiu com: "As letras são geralmente de luxúria embriagada e desejo frustrado, (mas) a habilidade de Karol está em melodias evocativas que transcendem qualquer barreira linguística".

### Reconhecimentos
| Ano  | Premiação                       | Categoria                     | Resultado | Ref.   |
| ---- | ------------------------------- | ----------------------------- | --------- | ------ |
| 2023 | Premios Juventud                | Melhor Álbum Urbano Feminino  | Venceu    | [ 17 ] |
| 2023 | Premios Tu Música Urbano        | Álbum Feminino do Ano         | Venceu    | [ 18 ] |
| 2023 | Billboard Latin Music Awards    | Top Álbum Latino do Ano       | Venceu    | [ 19 ] |
| 2023 | Billboard Latin Music Awards    | Álbum de Ritmo Latino do Ano  | Venceu    | [ 19 ] |
| 2023 | Rolling Stone en Español Awards | Álbum do Ano                  | Indicada  | [ 20 ] |
| 2023 | Grammy Latino                   | Álbum do Ano                  | Venceu    | [ 21 ] |
| 2023 | Grammy Latino                   | Melhor Álbum de Música Urbana | Venceu    | [ 21 ] |

## Lista de faixas
| Mañana Será Bonito – Edição padrão |                                                 |                                                                                               |                                                     |         |  |
| N.º                                | Título                                          | Compositor(es)                                                                                | Produtor(es)                                        | Duração |  |
| 1.                                 | "Mientras Me Curo del Cora"                     | Carolina Giraldo Daniel Echavarría Kevyn Cruz Robert McFerrin Jr.                             | Ovy on the Drums Linda Goldstein Juan Andrés Ospina | 2:44    |  |
| 2.                                 | "X Si Volvemos" (com Romeo Santos)              | Giraldo Santos Echavarría Ernesto Padilla Josías de la Cruz Juan Morena Llandel Veguilla Cruz | Drums                                               | 3:20    |  |
| 3.                                 | "Pero Tú" (com Quevedo)                         | Giraldo Echavarría Pedro Quevedo                                                              | Drums                                               | 3:03    |  |
| 4.                                 | "Besties"                                       | Giraldo Echavarría Julio González Justin Quiles                                               | Drums                                               | 2:42    |  |
| 5.                                 | "Gucci los Paños"                               | Giraldo Edgar Barrera Esteban Higuita Estrada Jorge Diaz Salomón Hoyos                        | Giraldo Barrera Jowan [c]                           | 3:06    |  |
| 6.                                 | "TQG" (com Shakira)                             | Giraldo Shakira Echavarría Cruz                                                               | Drums                                               | 3:17    |  |
| 7.                                 | "Tus Gafitas"                                   | Giraldo Echavarría Finneas                                                                    | Giraldo Drums Finneas                               | 2:48    |  |
| 8.                                 | "Ojos Ferrari" (com Justin Quiles e Ángel Dior) | Giraldo Echavarría Quiles Ángel Dior                                                          | Drums                                               | 3:00    |  |
| 9.                                 | "Mercurio"                                      | Giraldo Danilo Valbusa Estrada Marcelo Ferraz Pedro Caropreso                                 | Wain Los Brasileros [c]                             | 2:40    |  |
| 10.                                | "Gatúbela" (com Maldy)                          | Giraldo Edwin Vázquez Quiles Cristian Salazar González Marvin Hawkins                         | DJ Maff Giraldo [c]                                 | 3:28    |  |
| 11.                                | "Kármika" (com Bad Gyal e Sean Paul)            | Giraldo Echavarría Alba Farelo Paul Cruz                                                      | Drums                                               | 3:56    |  |
| 12.                                | "Provenza"                                      | Giraldo Echavarría Cruz                                                                       | Drums                                               | 3:27    |  |
| 13.                                | "Carolina"                                      | Giraldo Echavarría Cruz Miguel Bosé                                                           | Drums                                               | 2:41    |  |
| 14.                                | "Dañamos la Amistad" (com Sech)                 | Giraldo Carlos Williams Jorge Vázquez                                                         | Sech Dímelo Flow [a]                                | 2:54    |  |
| 15.                                | "Amargura"                                      | Giraldo Echavarría Cruz Alonso Curet                                                          | Drums                                               | 2:50    |  |
| 16.                                | "Cairo" (com Ovy on the Drums)                  | Giraldo Echavarría Cruz                                                                       | Drums                                               | 3:18    |  |
| 17.                                | "Mañana Será Bonito" (com Carla Morrison)       | Giraldo Morrison Alejandro Jiménez Marco Masis                                                | Tainy Jiménez [c]                                   | 3:30    |  |
| Duração total:                     | Duração total:                                  | Duração total:                                                                                | Duração total:                                      | 52:44   |  |

Notas
- ↑[c]  significa um co-produtor
- ↑[a]  significa um produtor adicional

## Desempenho comercial
Durante o primeiro dia de lançamento no Spotify, Mañana Será Bonito estreou com 32 milhões de streams na parada global do Spotify e 35,7 milhões no geral, quebrando o recorde de maior estreia de um álbum feminino em espanhol, anteriormente detido por Motomami de Rosalía.
Nos Estados Unidos, Mañana Será Bonito estreou em primeiro lugar na parada da Billboard 200, arrecadando 94 mil unidades equivalentes a álbuns em sua semana de estreia, das quais 10 mil vieram de vendas puras, tornando-se o primeiro número um da cantora e também seu primeiro álbum no top dez. no gráfico. As faixas do álbum coletaram um total de 118,73 milhões de streams de áudio sob demanda em sua primeira semana, representando a maior semana de streaming nos Estados Unidos para um álbum latino feminino. Tornou-se o primeiro álbum totalmente em espanhol de uma mulher a alcançar o primeiro lugar, e o terceiro no geral, atrás de El Último Tour Del Mundo e Un Verano Sin Ti de Bad Bunny. Também superou Fijación Oral, Vol. 1 como o álbum em espanhol com maior sucesso de todos os tempos na parada Billboard 200 por uma artista feminina. O álbum também estreou no topo da parada de álbuns latinos dos Estados Unidos, tornando-se o segundo álbum de Giraldo em primeiro lugar na parada, depois de KG0516.

### Tabelas semanais
| Tabela musical (2023)             | Melhor posição |
| --------------------------------- | -------------- |
| Bélgica (Ultratop Flandres)       | 145            |
| Bélgica (Ultratop Valônia)        | 126            |
| Canadá (Billboard)                | 13             |
| Espanha (PROMUSICAE)              | 1              |
| Estados Unidos (Top Latin Albums) | 1              |
| França (SNEP)                     | 55             |
| Itália (FIMI)                     | 30             |
| Países Baixos (Dutch Charts)      | 53             |
| Suíça (Schweizer Hitparade)       | 7              |

## Certificações
| Região                                                        | Certificação        | Vendas   |
| ------------------------------------------------------------- | ------------------- | -------- |
| Espanha (PROMUSICAE)                                          | 2× Platina          | 80.000‡  |
| Estados Unidos (RIAA)                                         | 5× Platina (latina) | 300.000‡ |
| ‡vendas+valores de streaming baseados somente na certificação |                     |          |

## Histórico de lançamento
| Região | Data                    | Formato(s)                    | Gravadora        | Ref.   |
| ------ | ----------------------- | ----------------------------- | ---------------- | ------ |
| Vários | 24 de Fevereiro de 2023 | CD download digital streaming | Universal Latino | [ 34 ] |
| Vários | 30 de Junho de 2023     | Vinil                         | Universal Latino | [ 35 ] |